# Wujiangxiang (ort i Kina, Hunan Sheng, lat 25,14, long 111,67)
Wujiangxiang (kinesiska: 务江乡) är en ort i Kina. Den ligger i provinsen Hunan, i den södra delen av landet, omkring 360 kilometer söder om provinshuvudstaden Changsha. Antalet invånare är 5 273. Befolkningen består av 2 699 kvinnor och 2 574 män. Barn under 15 år utgör 23,0 %, vuxna 15-64 år 71 %, och äldre över 65 år 5,0 %.
Runt Wujiangxiang är det ganska tätbefolkat, med 144 invånare per kvadratkilometer. Närmaste större samhälle är Jiepaixiang, 17,7 km norr om Wujiangxiang. I omgivningarna runt Wujiangxiang växer i huvudsak blandskog.
Genomsnittlig årsnederbörd är 2 044 millimeter. Den regnigaste månaden är maj, med i genomsnitt 302 mm nederbörd, och den torraste är oktober, med 49 mm nederbörd.